# رایس مبولحی
رایس مبولحی (انگلیسی: Raïs M'Bolhi؛ زاده ۲۵ آوریل ۱۹۸۶) یک بازیکن فوتبال اهل فرانسه-الجزایر است.
افتخارات:
فردی: بهترین دروازه بان جام ملت های آفریقا ۲۰۱۹